# Ekiho Miyazaki
Ekiho Miyazaki (25 novembre 1901 - 5 janvier 2008) est un moine japonais du bouddhisme zen de l'école Sōtō.

## Biographie
Ekiho Miyazaki est le 78e successeur de Dōgen. Il fut à la tête de l'un des deux plus importants monastères de l'école Sōtō : l'Eihei-ji, de 1993 à sa mort.
Il partageait sa vie quotidienne entre la méditation, la lecture de sutras, la calligraphie et l'enseignement.
Il recopiait les 262 caractères du Sūtra du Cœur deux à trois fois par jour et tenait un journal personnel : « La nature est parfaite. Je tiens un journal. J’y écris à quel jour de quel mois les fleurs éclosent, et à quel jour de quel mois les insectes commencent à chanter. Année après année, ces dates varient à peine. Elles sont très régulières, c’est là une des lois de la nature. Ce qui s’accorde avec les lois est la nature. La nature est en accord avec les lois. C’est pourquoi je crois que les gens devraient vivre en imitant la nature. Suivez vos désirs, et vous tomberez dans un bourbier de confusions. La nature, elle, accomplit la vérité en silence. »